# Liste der Monuments historiques in Lichtenberg
Die Liste der Monuments historiques in Lichtenberg führt die Monuments historiques in der französischen Gemeinde Lichtenberg auf.

## Liste der Bauwerke
| Bezeichnung      | Beschreibung                                                                                  | Standort                 | Kennzeichnung | Schutzstatus | Datum | Bild           |
| ---------------- | --------------------------------------------------------------------------------------------- | ------------------------ | ------------- | ------------ | ----- | -------------- |
| Burg Lichtenberg | um 1230 erbaut, im 17. Jahrhundert von Daniel Specklin zur Festung umgestaltet, 1870 zerstört | östlich des Ortes (Lage) | PA00084776    | Classé       | 1878  | weitere Bilder |